# Ferdinand Puissant
Pour les articles homonymes, voir Puissant.
Ferdinand Puissant, anobli sous le nom de Ferdinand Puissant d'Agimont d'Heer et Herlette, né à Charleroi le 8 mars 1785 et y mort le 27 mars 1833, est un industriel et homme politique des Pays-Bas méridionaux puis de la Belgique. Il est le beau-frère de Georges Gautier-Puissant, bourgmestre de Charleroi en 1814.

## Biographie
Jacques André Ferdinand Marie Puissant est le fils de Joseph Edmond Puissant, maître de forges, et de Catherine d’Heusy. Il est un maître de forges et l'un des plus importants industriels du début du XIXe siècle dans la région de Charleroi. Le 16 septembre 1812, il épouse à Nismes Marie Philippine Adélaïde Licot de Nismes qui est aussi fille d'un maître de forges avec qui il a quatre enfants. Les Puissant comme les Licot de Nismes exploitent depuis plusieurs générations des fourneaux de fusion ou hauts-fourneaux.
C’est dans sa belle maison de maître de style Empire construite en 1810 à Charleroi, que Napoléon Ier Bonaparte passe la nuit du 15 juin 1815 au 16 juin 1815. Il est bourgmestre de Charleroi de 1824 à 1830, puis sénateur de septembre 1831 à 1833.

### Vie professionnelle

#### Entrepreneur
Il possède un haut-fourneau à Charleroi et rachète en 1829 l'usine de fer de Gougnies. Il fait appel à un industriel anglais, Thomas Bonehill, pour moderniser le haut-fourneau de Gougnies. Ce dernier convainc Ferdinand Puissant d’abandonner son petit site sidérurgique, au bord d’une forêt et alimenté par une faible rivière, pour construire un laminoir moderne à Marchienne, le long d'une grande voie d’eau, et surtout d’un site charbonnier. C’est ainsi qu'il fonde en 1832 le premier laminoir de la Providence sous le nom de Forges de la Providence au lieu-dit « La Providence», idéalement situé entre la Sambre et le canal de Charleroi-Bruxelles. Thomas Bonehill, industriel anglais, lui apporte l'expertise technique nécessaire pour la constitution de cette nouvelle usine qui contenait une fonderie, une forge et un laminoir à l'anglaise. Ensemble, l’entrepreneur wallon et l’ingénieur anglais construisent de nouveaux fours à puddlage et mettent en service le laminoir dès 1832. Il s'agissait d’une des installations les plus perfectionnées et rentables du moment, capable de produire annuellement 6.500 tonnes de produits finis.

#### Homme politique
Ferdinand Puissant devient membre du Conseil de régence de Charleroi (1820-1823), puis bourgmestre de 1824 jusqu’à la révolution de septembre 1830. Membre de la Chambre de Commerce de Charleroi (1827), Puissant est aussi l’un des députés de Charleroi aux États provinciaux du Hainaut toujours sous le régime hollandais.
Le 19 août 1830, Ferdinand Puissant reçoit le commandement de la garde bourgeoise de Charleroi, composée de quatre compagnies (de la Ville-Basse, de l'Entre-deux-villes, de la Ville-Haute et du Faubourg). Étant donné l'effervescence des patriotes belges à Charleroi, celui-ci envoie une respectueuse adresse au Roi Guillaume Ier des Pays-Bas, sollicitant l'établissement de deux gouvernements distincts, l'un pour les Pays-Bas du Nord et l'autre pour les Pays-Bas du Sud sous la couronne du roi des Pays-Bas. Considéré par les patriotes belges comme trop conciliant, il est remplacé le 8 septembre 1830 par Ferdinand Spitaels comme chef de la garde bourgeoise.
Après la révolution de 1830, Ferdinand Puissant est élu sénateur de Charleroi, mandat qu’il exerce jusqu’à son décès (29 août 1831-27 mars 1833).

## Distinctions et hommages
Il est anobli le 1er juillet 1829 par le roi Guillaume Ier des Pays-Bas qui l'autorise également , en avril 1830, par lettres patentes à porter le nom de Puissant d'Agimont d'Heer et Herlette en ajoutant aux armes de sa maison celles d'Heusy. Une rue de Charleroi Ville-Basse (rue Puissant d'Agimont) porte également son nom.